# Ensayo MTT

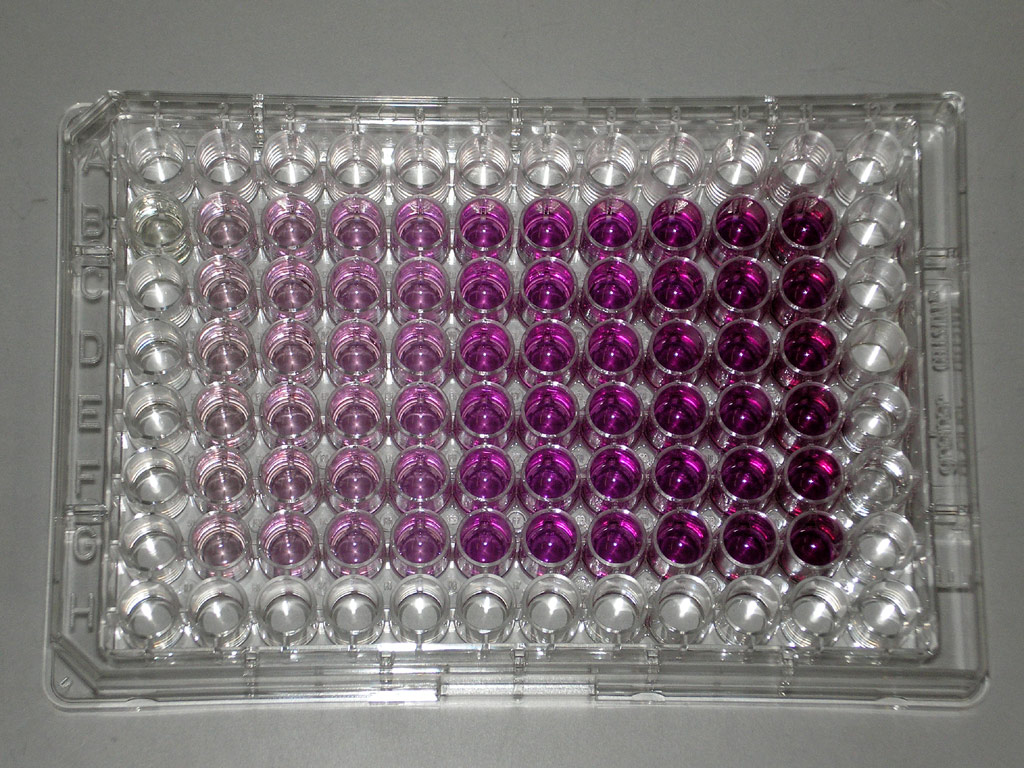
Una placa de 96 pozos después de un ensayo MTT. A mayor cantidad de células, aumenta la coloración púrpura.

El ensayo MTT es un ensayo colorimétrico para medir la actividad metabólica celular. Las enzimas oxidorreductasas celulares dependientes de NAD(P)-H pueden, mediante ciertas condiciones, reflejar el número de células viables presentes. Estas enzimas son capaces de reducir el tinte de tetrazolio MTT, químicamente bromuro de 3-(4,5-dimetiltiazol-2-il)-2,5,-difenil tetrazolio a su forma insoluble formazán, que posee un color púrpura. Otros tintes de tetrazolio relacionados son el XTT, MTS y WST, usados en conjunto con el aceptor de electrones intermedio 1-metoxi fenazina metosulfato (PMS). Con el WST-1, que es impermeable a la célula, la reducción ocurre fuera de ésta mediante transporte de electrones a través de la membrana plasmática. Sin embargo, esta explicación se ha puesto en duda debido al descubrimiento de la reducción de MTT a formazán en estructuras lipídicas sin la aparente participación de las oxidorreductasas.
Los ensayos con tinte de tetrazolio se pueden utilizar para medir la citotoxicidad (pérdida de células viables) y la actividad citostática (cambio de fase de proliferación a inactividad) de posibles agentes farmacéuticos y materiales tóxicos. Los ensayos de MTT generalmente se realizan en la oscuridad ya que el reactivo de MTT es sensible a la luz.

## MTT y sales de tetrazolio relacionadas

En el ensayo de MTT, la reductasa mitocondrial convierte el MTT (izquierda) en formazán (derecha).

El MTT, un tetrazol amarillo, se reduce a formazán morado en las células vivas. Una solución (generalmente dimetil sulfóxido, etanol acidificado o solución dodecilsulfato de sodio en ácido clorhídrico diluido) se agrega para disolver el formazán insoluble y dar lugar a una solución coloreada. La absorbancia de esta solución se puede cuantificar midiendo a una cierta longitud de onda (generalmente entre 500 y 600 nm) con un espectrofotómetro . El grado de absorción de luz depende de la concentración de formazán acumulado dentro de la célula y en la superficie celular. Cuanto mayor sea la concentración de formazán, más intenso será el color y, por lo tanto, mayor será la absorbancia.
El XTT (2,3-bis-(2-metoxi-4-nitro-5-sulfofenil)-2H-tetrazolio-5-carboxanilida) se ha propuesto para reemplazar al MTT, debido a que produce una mayor sensibilidad y un mayor rango dinámico. El  formazán formado además es soluble en agua, evitando el paso final de solubilización.
Las sales de tetrazolio solubles en agua son alternativas más recientes al MTT. Se desarrollaron introduciendo cargas positivas o negativas y grupos hidroxi o sulfonato en el fenilo de la sal de tetrazolio.
El MTS (3-(4,5-dimetiltiazol-2-il)-5-(3-carboximetoxifenil)-2-(4-sulfofenil)-2H-tetrazolio), en presencia de metosulfato de fenazina ( PMS por sus siglas en inglés), produce un formazán que tiene una absorbancia máxima de 490 nm en solución salina con buffer de fosfato. El ensayo MTS a menudo se describe como "ensayo MTT de un solo paso", ya que ofrece la comodidad de agregar el reactivo directamente al cultivo celular sin tener que realizar los pasos intermedios que requiere el ensayo MTT. Sin embargo, esto hace que el ensayo MTS sea más susceptible a la interferencia colorimétrica, ya que los pasos intermedios del ensayo MTT permiten eliminar las trazas de otros compuestos coloridos, mientras que en el ensayo MTS, permanecen en la placa. Se necesitan extremar precauciones para garantizar la precisión al usar este ensayo y existen argumentos sólidos para confirmar los resultados de MTS utilizando observaciones cualitativas bajo un microscopio. (Esto, sin embargo, es prudente para todos los ensayos colorimétricos.)
Los WST (sales de tetrazolio solubles en agua) son una serie de colorantes solubles en agua para ensayos de MTT, desarrollados para brindar diferentes espectros de absorción de los formazanes formados. WST-1 y WST-8 (2-(2-metoxi-4-nitrofenil)-3-(4-nitrofenil)-5-(2,4-disulfofenil)-2H-tetrazolio), presentan una ventaja sobre MTT ya que se reducen fuera de las células, al combinarse con el mediador de electrones PMS, produciendo un formazán soluble en agua. Finalmente, los ensayos WST se pueden leer directamente sin necesidad de un paso de solubilización, dan una señal más efectiva que el MTT y disminuyen la toxicidad celular (a diferencia del MTT y su formazán, que se acumula en el interior de las células).

## Significado
Generalmente se admite que la reducción del colorante de tetrazolio depende de las enzimas oxidorreductasas NAD(P)H dependientes en  en el compartimento citosólico de la célula. Por lo tanto, la reducción de MTT y otros colorantes de tetrazolio dependen de la actividad metabólica celular debida al flujo de NAD(P)H. Las células con un metabolismo bajo, como los timocitos y los esplenocitos, reducen muy poco el MTT. Por el contrario, las células que se dividen rápidamente exhiben altas tasas de reducción de MTT. Es importante tener en cuenta que las condiciones del ensayo pueden alterar la actividad metabólica y, por lo tanto, la reducción del colorante sin afectar la viabilidad celular. Además, el mecanismo de reducción de los colorantes de tetrazolio (intracelular o extracelular), también determinará la cantidad de formazán producido. Adicionalmente, se han aportado pruebas de la reducción espontánea de MTT en estructuras celulares lipídicas, sin implicar catálisis enzimática. Sin embargo, incluso bajo este paradigma alternativo, el ensayo MTT aún evalúa el potencial de reducción de una célula.
Al estudiar la viabilidad de las células sembradas en andamios fibrosos 3D, el grosor de los andamios puede influir en los resultados del ensayo MTT.